# Cmentarz w Safedzie
Cmentarz w Safedzie – nekropolia Safedu. Cmentarz ma powierzchnię ponad 50 ha, i jest jednym z najstarszych w Ziemi Izraela. Miejsce to stanowi ważne dziedzictwo kulturowe Izraela.

## Położenie
Cmentarz jest położony w zachodniej części miasta Safed, na zachodnich zboczach góry zamkowej, poniżej dawnej dzielnicy żydowskiej (obecnie dzielnicy synagog).

## Nekropolia

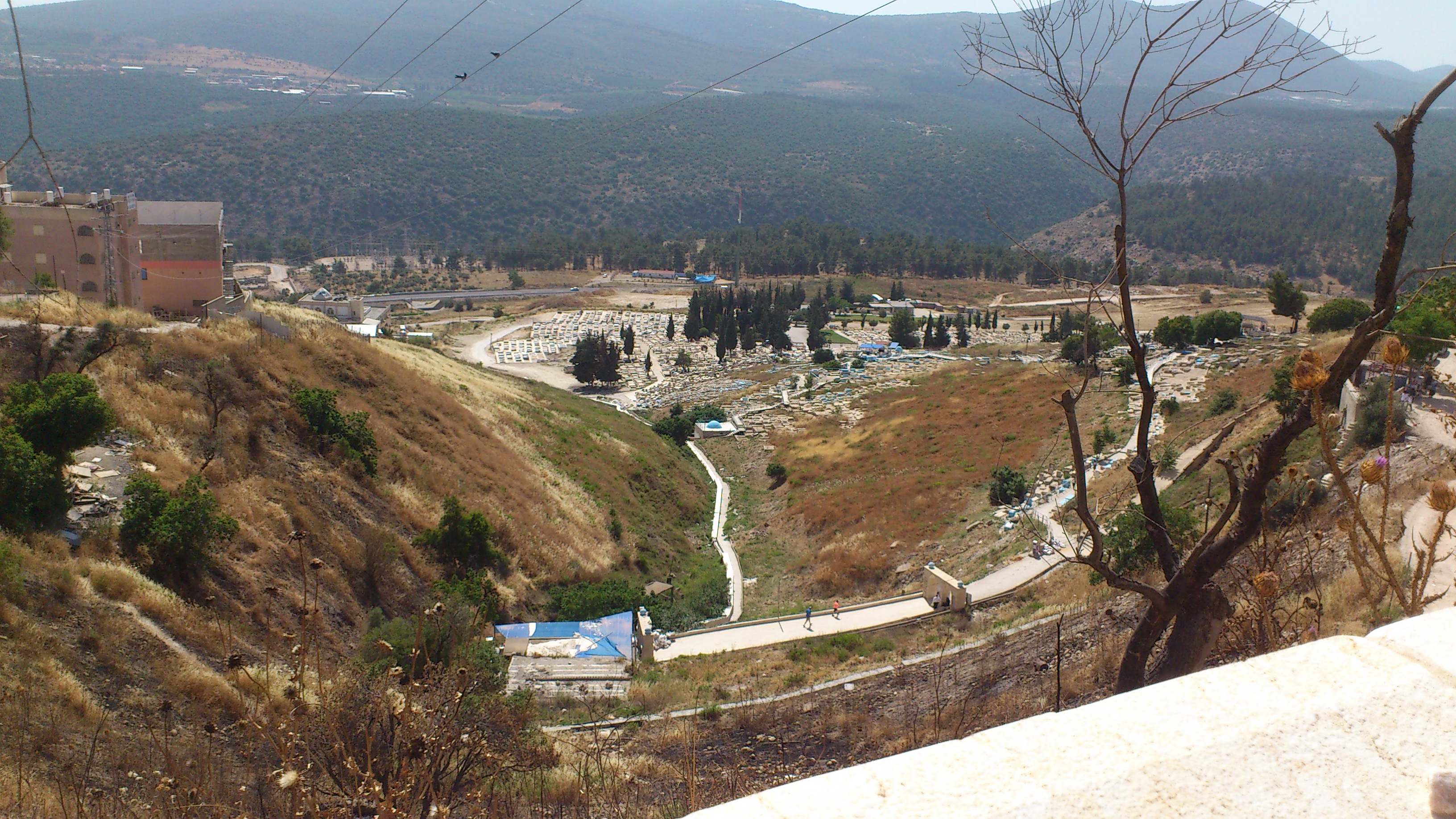

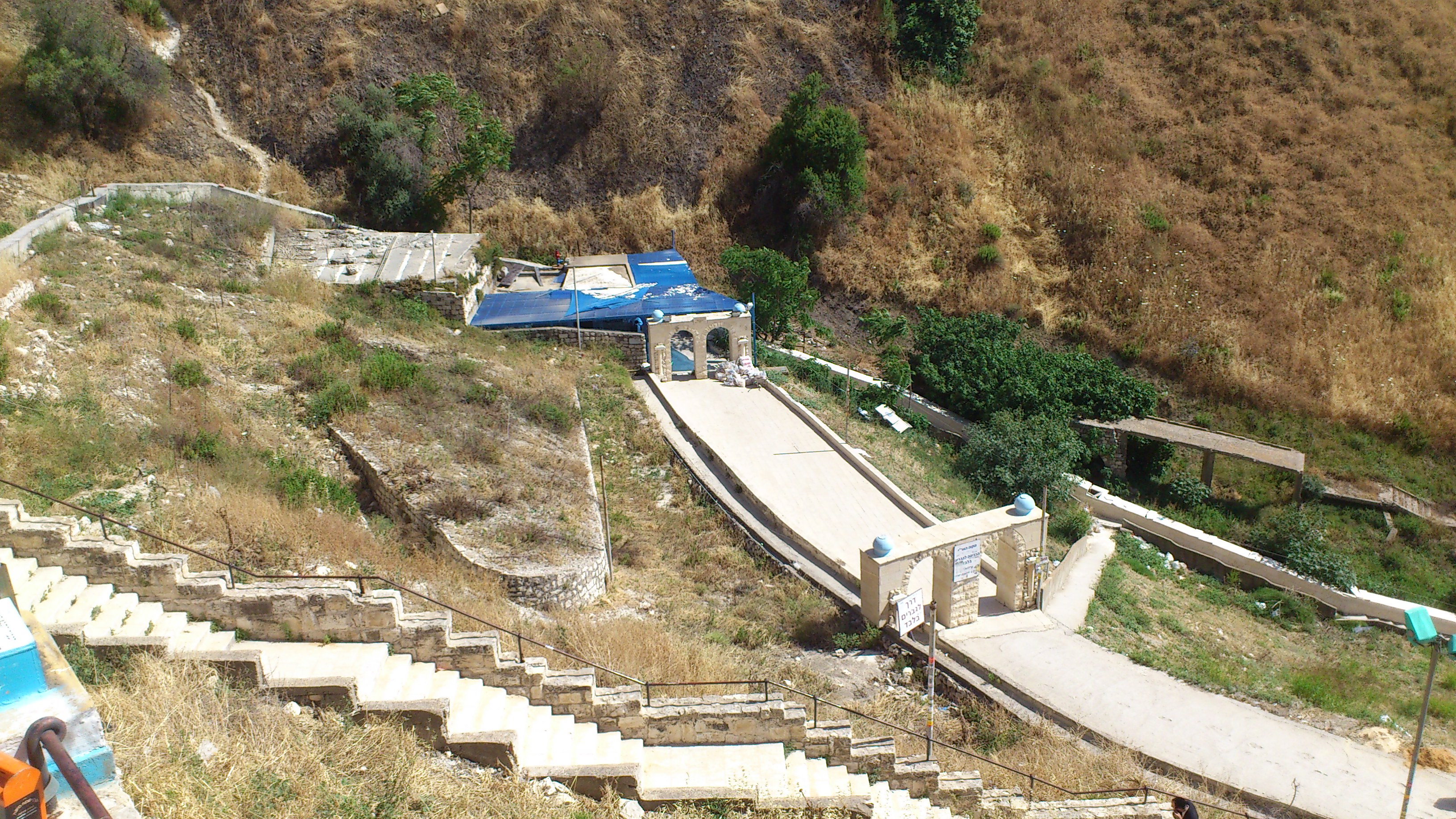

Cmentarz w Safedzie w rzeczywistości jest zespołem trzech przylegających do siebie cmentarzy.

### Starożytny cmentarz
Starożytne cmentarz był w użyciu co najmniej od XVI wieku, chociaż lokalna tradycja wskazuje na jego dużo wcześniejsze korzenie. Najwcześniejsza pisana wzmianka o cmentarzu pochodzi z 1495 roku. Uczeń rabina Obadiasza ben Abrahama wspomina cmentarz i grób proroka Ozeasza. Karaimi z Damaszku wystawili w miejscu czczonym jako miejsce pochówku proroka Ozeasza grobowiec zwieńczony kopułą. Według tradycji jest tu także pochowany prorok Beeri, ojciec proroka Ozeasza (fakt ten jest jednak podważany). Legenda głosi, że na zboczu wzgórza pochowano Hannah i jej siedmiu synów, którzy podczas prześladowań w okresie hellenistycznym zginęli śmiercią męczeńską. Odmówili oni jedzenia wieprzowiny (zabraniają tego wymogi koszerności), za co zginęli ugotowani żywcem w kotle. Ich matka popełniła samobójstwo, skacząc w ogień.
Na tym najstarszym cmentarzu spoczywa wielu słynnych żydowskich rabinów i kabalistów z przełomu XVI i XVII wieku. Wierzyli oni, że przejrzyste powietrze Safedu przenosi dusze pochowanych tu zmarłych bezpośrednio do nieba. Z najstarszych rabinów jest tu pochowany rabin Jechoszua ben Chanania, tananita z I wieku. Ze znanych kabalistów spoczywają tu: Izaak Luria, Salomon ha-Lewi Alkabec, Mojżesz Kordowero, Józef Karo, Mojżesz ben Józef di Trani, Mojżesz Alszech i wielu innych. Ta najstarsza część cmentarza jest mocno zniszczona. W wyniku trzęsień ziemi i osuwisk wiele nagrobków zsunęło się ze zbocza w dół. W rezultacie, z około 10 tys. nagrobków jedynie 7 tys. znajduje się w swoim pierwotnym miejscu położenia. Odnawiane są jedynie te najbardziej znane grobowce słynnych kabalistów. Tę górną część nekropolii zamknięto dla pochówków około 1982 roku.
W XVIII wieku zaczęto oddzielnie chować zmarłych ze społeczności aszkenazyjskiej i sefardyjskiej. Większość sefardyjczyków była chowana w północnej części starego cmentarza, chociaż pojedyncze groby można znaleźć także w jego południowej części. Tę południową część nekropolii zajęli aszkenazyjczycy. Całość cmentarza jest ogrodzona.

### Cmentarz wojskowy
Po powstaniu w 1948 roku niepodległego państwa Izrael, w sąsiedztwie starożytnej nekropolii utworzono nowy cmentarz wojskowy, na którym pochowano ofiary I wojny izraelsko-arabskiej.

### Nowy cmentarz
Następnie, bardziej na zachód, założono nowy cmentarz Safedu. Wydzielono na nim odrębne części dla aszkenazyjczyków i sefardyjczyków. Większość tutejszych grobów pochodzi z XX wieku. Nagrobki są tutaj bardzo ciasno poustawiane jeden przy drugim.

## Próby zachowania cmentarza
Każdego roku ponad 700 tys. osób odwiedza groby znanych rabinów. Jednak wieloletnie zaniedbania spowodowały, że wiele z grobów było nierozpoznawalnych. Pierwsze prace renowacyjne podjął Issachar Dov Fettman. Stworzył on dokładną mapę nekropolii i opisał około 3,4 tys. nagrobków. Jego dokumentacja stała się podstawą dokładnych badań, które rozpoczęto po 1990 roku. Podjęte działania zmierzają do przywrócenia pierwotnego stanu nekropolii i dostosowania jej do potrzeb licznych pielgrzymów i turystów przybywających tu każdego roku.